# Libra tornesa

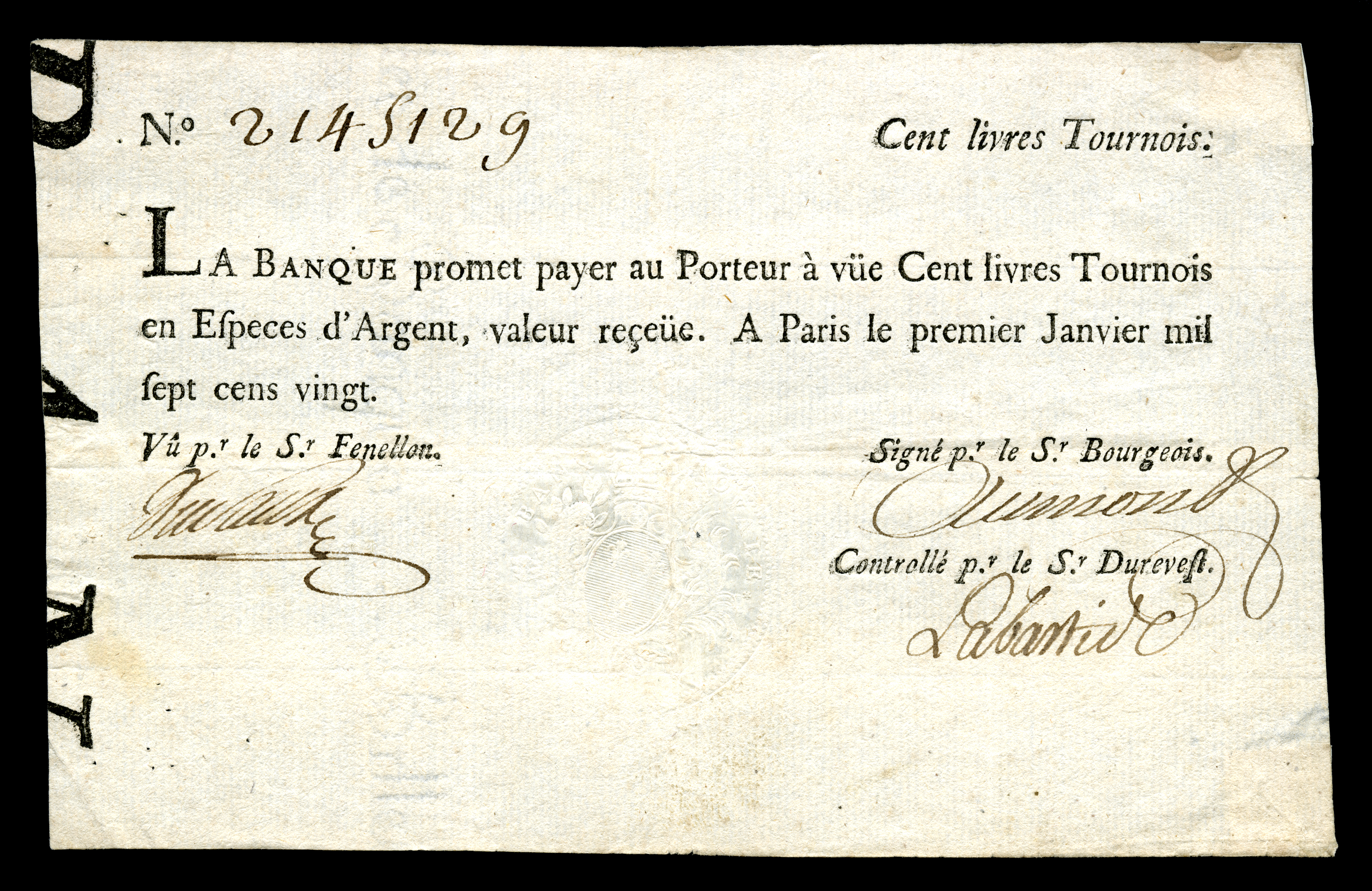
La Banque Royale: 100 livres Tournois (1720)

A Libra tornesa (lit. "libra de Tours"; em francês: livre tournois; abreviação: ₶ ou £) foi um tipo de tornês e uma das inúmeras moedas usadas na França medieval, e uma unidade de conta (ou seja, uma unidade monetária usada na contabilidade) usada na França moderna.